# Grandhi Mallikarjuna Rao
Grandhi Mallikarjuna Rao, né le 14 juillet 1950 à Rajam, dans le district de Vizianagaram (Inde), est un milliardaire indien dont la fortune est, en 2022, de 1,3 milliard de dollars selon Forbes.

## Biographie
Il naît dans une famille aisée qui pratique le courtage et la bijouterie.
Ingénieur mécanicien diplômé de l'Andhra University (en), il rejoint une usine à papier, puis le département des travaux publics de l'État d'Andhra Pradesh.
Sa maman l'incite à devenir un opérateur de marché en produits de consommation courante. Il achète ensuite une usine de traitement de Fibre de jute en faillite. Cette usine devient très rentable, ce qui lui permet d'obtenir des prêts bancaires pour acquérir d'autres entreprises. Il achète d'abord une banque en collaboration avec ING, qu'il vend ultérieurement pour développer le groupe GMR, un conglomérat qui domine le marché indien des aéroports (conjointement avec son partenaire minoritaire Aéroports de Paris depuis 2020) mais est aussi présent dans la chimie, l'urbanisme, les transports routiers et ferroviaires, le sport de cricket, et l'enseignement supérieur privé en ingénierie,,,.

## Famille
Il confie à ses fils et gendres la direction des différentes affaires : Grandhi Kiran Kumar préside la société, son frère GBS Raju dirige l'activité énergie. Le gendre, Srinivas Bommidala, s'occupe des aéroports,.
Le conseil d'administration réunit son épouse, Grandhi Varalakshmi, et ses descendants directs ou apparentés.

## Distinctions
Il est entrepreneur de l'année du quotidien indien The Economic Times en 2007.